# 静岡県立気賀高等学校
静岡県立気賀高等学校（しずおかけんりつ きがこうとうがっこう）は、静岡県浜松市北区（現：浜名区）細江町広岡にあった県立高等学校。
1914年（大正3年）創立。
2014年に創立100周年を迎えたが、2015年、静岡県立引佐高等学校および静岡県立三ヶ日高等学校とともに、静岡県立浜松湖北高等学校に再編整備され、閉校した。

## 設置されていた学科
- 普通科
- 商業科

## 沿革
1914年（大正3年）、「気賀町立女子技芸学校」の名称で細江町に開校されたのが、現在の県立気賀高校の前身である。
緑豊かな自然に囲まれた環境である“ひろ丘”の地で、「自覚、誠実、明朗」の校訓と自由な校風の中に学んだ卒業生はすでに17,000人を数える。

### 年表
- 1914年 - 気賀町立女子技芸学校として開校。
- 1943年 - 気賀高等女学校と改称。
- 1948年 - 静岡県立引佐農学校と合併し静岡県立引佐高等学校として発足。
- 1950年 - 北庄内分校を設置（後の浜松湖東高）。
- 1951年 - 普通部が静岡県立気賀高等学校として分離独立（農業部は現在の引佐高）。
- 1960年 - 商業科を設置。
- 2015年 - 静岡県立引佐高等学校及び静岡県立三ヶ日高等学校と共に閉校。

## 学校行事
| 4月 宿泊研修（1年） 遠足（2・3年） 6月 ひろ丘祭（文化祭） 9月 演劇鑑賞 | 10月 体育祭 11月 定期演奏会 12月 百人一首大会 | 1月 修学旅行（2年） 2月 マラソン大会 3月 卒業式 |

## 生徒会活動・部活動など

### 運動部
- 野球部
- 陸上部
- テニス部
- バレーボール部
- バスケットボール部
- サッカー部
- 剣道部
- バドミントン部

### 文化部
- 家庭部
- 華道部
- 茶道部
- 写真部
- 珠算部
- 将棋部
- 書道部
- 新聞部
- 吹奏楽部
- 美術部
- パソコン・ワープロ部
- 文芸部

## 交通
- 鉄道 - 天竜浜名湖鉄道天竜浜名湖線 岡地駅より徒歩
  - 天竜浜名湖線の岡地駅は、かつて気賀高校前駅という名称であり、1987年（昭和62年）、気賀高校に通う生徒のために設置された[2]。
- 遠鉄バス - 浜松駅バスターミナル 15番ポールより43引佐線「市役所・金指・気賀」行きに乗車し、「気賀高校前」バス停にて下車。
  - 「気賀高校前」バス停は、2015年4月1日、「岡地」バス停に名称変更となった[3]。

## 跡地利用
気賀高校跡地に、2021年を目標に、県立の特別支援学校を開校する計画があり、2020年3月に「浜松みをつくし特別支援学校」の校名で2021年度に開校する意向を県教委が発表した。